# Amir Ali Hajizadeh
Amir Ali Hajizadeh (en persan : امیرعلی حاجی زاده), né le 28 février 1962 à Téhéran (Iran) où il meurt le 13 juin 2025, est un militaire iranien, général de brigade et commandant de la Force aérospatiale de l'armée des Gardiens de la révolution islamique, d'octobre 2009 à sa mort.

## Biographie
Le 11 janvier 2020, dans un communiqué diffusé par la télévision publique, le général Amir Ali Hajizadeh reconnaît la responsabilité des Gardiens de la révolution islamique dans l'écrasement du Boeing ukrainien survenu le 8 janvier : « J'endosse la responsabilité totale, j'aurais préféré mourir plutôt que d'assister à un tel incident ». Il affirme par ailleurs que l'avion a été pris par erreur pour un missile de croisière dans le contexte de frappes américaines sur l'Iran.
Il dirige en avril 2024 la riposte iranienne au bombardement du consulat iranien de Damas par Israël.
Amir Ali Hajizadeh est tué au cours d'une frappe israélienne contre un abri souterrain avec d'autres officiers iraniens le 13 juin 2025 lors de l'opération Rising  Lion.